# Alexis Claude-Maurice
Alexis Claude-Maurice (Noisy-le-Grand, 6 juni 1998) is een Frans-Guadeloups voetballer die doorgaans speelt als middenvelder. In augustus 2024 verruilde hij OGC Nice voor FC Augsburg.

## Clubcarrière
Claude-Maurice speelde in de jeugd van Torcy Val Maubuée en stapte in 2013 over naar de opleiding van FC Lorient. Deze doorliep hij en na de degradatie naar de Ligue 2 werd hij opgenomen in het eerste elftal. De middenvelder maakte op 4 augustus 2017 zijn professionele debuut voor Lorient, toen met 0–0 gelijkgespeeld werd tegen Gazélec Ajaccio. Claude-Maurice moest op de reservebank beginnen en hij mocht van coach Mickaël Landreau een minuut voor tijd invallen voor Gaël Danic. Zijn eerste professionele doelpunt volgde op 16 maart 2018, toen hij zes minuten voor tijd tegen US Orléans mocht invallen voor Mattéo Guendouzi. Op dat moment stond Lorient door doelpunten van Yoane Wissa en Gaëtan Courtet en een tegentreffer van Ousmane Cissokho op een voorsprong. Op aangeven van Maxime Etuin zorgde Claude-Maurice voor de 3–1, wat ook de eindstand bleek.
In de zomer van 2019 verkaste de Fransman voor een bedrag van circa dertien miljoen euro naar OGC Nice, waar hij zijn handtekening zette onder een verbintenis voor de duur van vijf seizoenen. Aan het begin van het seizoen 2022/23 werd Claude-Maurice voor de rest van de jaargang op huurbasis overgenomen door RC Lens. Na zijn terugkeer in Nice speelde hij voornamelijk als invaller, waarop hij medio 2024 transfervrij mocht vertrekken. De middenvelder tekende daarop in augustus voor drie seizoenen bij FC Augsburg.

## Clubstatistieken
| Seizoen | Club        | Competitie | Competitie | Competitie | Beker | Beker | Internationaal | Internationaal | Totaal | Totaal |
| Seizoen | Club        | Competitie | Wed.       | Dlp.       | Wed.  | Dlp.  | Wed.           | Dlp.           | Wed.   | Dlp.   |
| ------- | ----------- | ---------- | ---------- | ---------- | ----- | ----- | -------------- | -------------- | ------ | ------ |
| 2017/18 | FC Lorient  | Ligue 2    | 20         | 3          | 3     | 1     | —              | —              | 23     | 4      |
| 2018/19 | FC Lorient  | Ligue 2    | 35         | 14         | 2     | 0     | —              | —              | 37     | 14     |
| 2019/20 | FC Lorient  | Ligue 2    | 2          | 1          | 0     | 0     | —              | —              | 2      | 1      |
| 2019/20 | OGC Nice    | Ligue 1    | 22         | 1          | 2     | 0     | —              | —              | 24     | 1      |
| 2020/21 | OGC Nice    | Ligue 1    | 30         | 4          | 1     | 0     | 6              | 1              | 37     | 5      |
| 2021/22 | OGC Nice    | Ligue 1    | 10         | 0          | 1     | 0     | —              | —              | 11     | 0      |
| 2022/23 | OGC Nice    | Ligue 1    | 2          | 0          | 0     | 0     | 1              | 1              | 3      | 1      |
| 2022/23 | → RC Lens   | Ligue 1    | 20         | 5          | 2     | 0     | —              | —              | 22     | 5      |
| 2023/24 | OGC Nice    | Ligue 1    | 18         | 0          | 3     | 1     | —              | —              | 21     | 1      |
| 2024/25 | FC Augsburg | Bundesliga | 0          | 0          | 0     | 0     | —              | —              | 0      | 0      |
| Totaal  | Totaal      | Totaal     | 159        | 28         | 14    | 2     | 7              | 2              | 180    | 32     |

Bijgewerkt op 12 september 2024.